# Fernando Mendes (Radsportler)
Fernando dos Reis Dias Mendes (* 15. September 1946 in Rio Meão; † 2. Oktober 2001 in Porto) war ein ehemaliger portugiesischer Radrennfahrer und nationaler Meister im Radsport.

## Sportliche Laufbahn
Mendes war im Straßenradsport und im Querfeldeinrennen (heutige Bezeichnung Cyclocross) aktiv. Von 1965 bis 1981 war er Berufsfahrer. Er fuhr unter anderem für die Radsportteams Kas, Flandria und Teka.
1974 gewann er die Portugal-Rundfahrt. 1970 und 1973 wurde er Zweiter der Rundfahrt. Etappensiege in der Portugal-Rundfahrt holte er 1966, 1968, 1969, 1970, 1973, 1974 und 1978. Weitere Siege gelangen ihm im Grande Premio Robbialac 1968 (mit vier Etappensiegen), im Grande Premio Notal 1972, bei Porto–Lisboa 1973, in der südafrikanischen Rapport Toer 1975 (mit drei Etappensiegen) sowie 1978 den Grande Premio Clock und auf eine Etappe der Algarve-Rundfahrt.
Dreimal gewann er die nationale Meisterschaft im Straßenrennen. 1974 siegte er vor Manuel Costa, 1975 vor Firmino Bernardino und 1978. Von 1969 bis 1971 wurde er jeweils Vizemeister. 1967 und 1972 war er Dritter geworden. Die Meisterschaft im Einzelzeitfahren gewann Mendes 1974 und 1975.
Zweiter wurde er bei Porto–Lisboa 1968 und 1969 sowie in der Vuelta a los Valles Mineros 1977 und in der Algarve-Rundfahrt 1978. Im Querfeldeinrennen holte er 1975 den portugiesischen Titel. Mendes bestritt alle Grand Tours. 

## Grand-Tour-Platzierungen
| Grand Tour            | 1972 | 1973 | 1974 | 1975 | 1976 | 1977 | 1978 | 1979 | 1980 | 1981 |
| --------------------- | ---- | ---- | ---- | ---- | ---- | ---- | ---- | ---- | ---- | ---- |
| Vuelta a EspañaVuelta | –    | 27   | 11   | 6    | 20   | 13   | –    | –    | –    | –    |
| Giro d’ItaliaGiro     | –    | –    | –    | –    | 17   | –    | –    | –    | –    | –    |
| Tour de FranceTour    | DNF  | 18   | –    | DNF  | –    | 27   | –    | –    | –    | DNF  |

Er starb nach einem Autounfall, bei dem sein Auto mit einem Zug kollidierte.

## Berufliches
Nach seiner aktiven Karriere wurde er Sportlicher Leiter in mehreren portugiesischen Radsportteams.